# Думнак
Думнак (д/н — 51 рік до н. е.) — вождь галльського племені андекавів (сучасне Анжу, Франція) у 50—х роках до н. е., супротивник римлян у Галльській війні.

## Життєпис
Про життя мало відомостей. Спочатку мав мирні стосунки з Гаєм Юлієм Цезарем, який розпочав у 58 році до н. е. війну. Це тривало до 52 року до н. е., коли Думнак вирішивдопомогти Верцингеториксу у боротьбі проти римлян. Думнак напав на союзника Цезаря — Дуратія, вождя піктонів. Спочатку він завдав останньому поразки, а згодом взяв того в облогу у Лемоні. На допомогу Дуратію прийшов Гай Каніній Ребіл, легат Цезаря. Втім Думнак вдало протидіяв римлянам, але у 51 році до н. е. на допомогу Канінію прийшов Гай Фабій Максим. Вдвох римські легати завдали поразки Думнаку. Останній зняв облогу з Лімону, відступив, переслідуваний римськими військами, після перетину, на правому березі річки Луари Думнак зазнав остаточної поразки поблизу сучасного міста Пон-де-Се, в битві вождь андекаівів або загинув або незабаром був вбитий.